# 條紋大口石首魚
條紋大口石首魚為輻鰭魚綱鱸形目鱸亞目石首魚科的其中一種，分布西大西洋區，從美國麻州至德州海域，本魚顏色呈灰橄欖，腹部銀白色，內鰓黑色，下部腹鰭，臀鰭和尾鰭淡黃色，身體短粗壯，口大，強斜，下顎突出，牙齒非常小且尖，背鰭硬棘11枚;背鰭軟條24-27枚;臀鰭硬棘2枚;臀鰭軟條6-7枚，體長可達25公分，棲息在沿海沙泥底質海域，屬肉食性，以蝦子為食。